# Jens Jeremies
Jens Jeremies, né le 5 mars 1974 à Görlitz en Allemagne de l'Est, est un footballeur international allemand. Il évoluait au poste de milieu défensif.
Cet international allemand fut l'un des artisans majeurs des succès du Bayern Munich à la fin des années 1990 et au début des années 2000, dont le point culminant fut la victoire en Ligue des champions en 2001.

## Biographie
D'origine est-allemande, et natif de Görlitz comme un autre international allemand Michael Ballack, Jens Jeremies commence le football au Motor Görlitz avant de rejoindre le centre de formation du Dynamo Dresde en 1986. C'est au sein de ce club qu'il fait ses débuts professionnels en Bundesliga, le 1er avril 1995. À la fin de la saison, il est transféré au TSV Munich 1860 avec lequel il joue ses premiers matchs européens en Coupe de l'UEFA, en 1997. Bien que les résultats du club ne sont pas brillants, il se fait remarquer et obtient sa première sélection avec l'Allemagne le 15 novembre 1997 à Düsseldorf contre l'Afrique du Sud (l'Allemagne s'impose 3-0). Il est retenu dans la sélection allemande appelée à disputer la Coupe du monde 1998. Il dispute trois matchs lors de ce tournoi qui voit l'Allemagne être éliminée en quart de finale contre la Croatie (3-0).
Après trois saisons au TSV Munich 1860, il rejoint à l'été 1998, l'autre équipe de la ville bavaroise: le Bayern Munich. C'est au sein de ce club qu'il connaîtra les principaux succès de sa carrière, notamment 6 championnats, 3 Coupes d'Allemagne, mais surtout en 2001, la victoire en Ligue des champions (même s'il ne dispute pas la finale). Même s'il n'est pas toujours titulaire en raison des nombreuses blessures qui jalonneront sa carrière, il s'illustre dans l'entrejeu bavarois, comme un milieu défensif rugueux, au style agressif et aimant l'engagement physique.
Bien moins en réussite avec la sélection nationale, il fait partie de la piteuse équipe d'Allemagne qui est éliminée dès le premier tour de l'Euro 2000. Deux ans plus tard, il fait partie de la Mannschaft qui arrive à se hisser en finale de la Coupe du monde 2002, mais ne dispute que des bouts de matchs. Il profitera de la suspension de Michael Ballack en finale, pour disputer son seul match comme titulaire. Il ne parviendra cependant pas à enrayer la victoire finale du Brésil et sera remplacé à la 78e minute. Souvent blessé et relégué le plus souvent sur le banc des remplaçants, il parvient à accrocher une place dans le groupe appelé à disputer l'Euro 2004 mais il ne joue que les quatre dernières minutes du dernier match de son équipe (contre la République tchèque) éliminé lors du premier tour. Ce sera son dernier match en sélection.
Il prendra sa retraite en juin 2006, à seulement 32 ans à cause de problèmes de genoux. Il est devenu par la suite, agent de joueurs pour IMG.

## Statistiques
| Saison                | Club                  | Championnat           | Championnat | Championnat | Coupe(s) nationale(s) | Coupe(s) nationale(s) | Compétition(s) continentale(s) | Compétition(s) continentale(s) | Compétition(s) continentale(s) | Allemagne | Allemagne | Total | Total |
| Saison                | Club                  | Division              | M.          | B.          | M.                    | B.                    | Comp.                          | M.                             | B.                             | M.        | B.        | M.    | B.    |
| 1994-1995             | Dynamo Dresde         | Bundesliga            | 10          | 1           | 0                     | 0                     | -                              | -                              | -                              | -         | -         | 10    | 1     |
| 1995-1996             | TSV Munich 1860       | Bundesliga            | 29          | 0           | 3                     | 0                     | -                              | -                              | -                              | -         | -         | 32    | 0     |
| 1996-1997             | TSV Munich 1860       | Bundesliga            | 27          | 2           | 1                     | 0                     | -                              | -                              | -                              | -         | -         | 28    | 2     |
| 1997-1998             | TSV Munich 1860       | Bundesliga            | 22          | 0           | 1                     | 1                     | C3                             | 3                              | 0                              | 7         | 0         | 33    | 1     |
| 1998-1999             | Bayern Munich         | Bundesliga            | 30          | 1           | 8                     | 1                     | C1                             | 11                             | 0                              | 10        | 1         | 59    | 3     |
| 1999-2000             | Bayern Munich         | Bundesliga            | 30          | 3           | 4                     | 1                     | C1                             | 10                             | 0                              | 8         | 0         | 52    | 4     |
| 2000-2001             | Bayern Munich         | Bundesliga            | 21          | 1           | 2                     | 0                     | C1                             | 12                             | 3                              | 3         | 0         | 38    | 4     |
| 2001-2002             | Bayern Munich         | Bundesliga            | 10          | 0           | 4                     | 1                     | C1                             | 6                              | 1                              | 12        | 0         | 32    | 2     |
| 2002-2003             | Bayern Munich         | Bundesliga            | 29          | 0           | 4                     | 0                     | C1                             | 7                              | 1                              | 8         | 0         | 48    | 1     |
| 2003-2004             | Bayern Munich         | Bundesliga            | 23          | 1           | 3                     | 0                     | C1                             | 4                              | 0                              | 7         | 0         | 37    | 1     |
| 2004-2005             | Bayern Munich         | Bundesliga            | 7           | 0           | 4                     | 0                     | C1                             | 1                              | 0                              | -         | -         | 12    | 0     |
| 2005-2006             | Bayern Munich         | Bundesliga            | 13          | 0           | 4                     | 0                     | C1                             | 1                              | 0                              | -         | -         | 18    | 0     |
| Total sur la carrière | Total sur la carrière | Total sur la carrière | 251         | 9           | 38                    | 4                     | -                              | 55                             | 5                              | 55        | 1         | 399   | 19    |

8

## Palmarès

### Avec le Bayern Munich
- Vainqueur de la Coupe Intercontinentale en 2001
- Vainqueur de la Ligue des Champions en 2001
- Champion d'Allemagne en 1999, 2000, 2001, 2003, 2005 et 2006
- Vainqueur de la Coupe d'Allemagne en 2000, 2003 et 2006
- Finaliste de la Ligue des Champions en 1999

### En équipe d'Allemagne
- 55 sélections et 1 but entre 1997 et 2004
- Finaliste de la Coupe du Monde en 2002